# 骤尖小叶楼梯草
骤尖小叶楼梯草（学名：Elatostema parvum var. brevicuspis）为荨麻科楼梯草属下的一个变种。

## 扩展阅读
- 維基物種上的相關：骤尖小叶楼梯草